# Sheldon Lee Glashow
Sheldon Lee Glashow (Nueva York, 5 de diciembre de 1932) es un físico estadounidense. Fue profesor del departamento de física de la Universidad de Harvard y después en la Universidad de Boston.
Junto con Steven Weinberg y Abdus Salam, desarrolló la teoría electrodébil, por la que ganó con ellos el Premio Nobel de Física en 1979.
Glashow es un notable escéptico de la teoría de supercuerdas debido a su falta de predicciones mediante experimentos verificables. Su abandono de Harvard ha sido relacionado con el apoyo del departamento de física de la universidad a la teoría de cuerdas. Antes de esto hizo campaña para expulsar a los teóricos de cuerdas fuera de Harvard.